# Чилаут
Чила́ут, чилла́ут (англ. chillout ← to chill out — успокаиваться, расслабляться) — стиль лёгкой ненавязчивой музыки, предназначенной для снятия психологического напряжения и просто для отдыха.

## Чилаут в музыке
В узком смысле чилаут — направление неакадемической, главным образом электронной, музыки. Зародившееся в начале 1990-х годов, оно было относительно выдержанным и медленным. В это время было выпущено несколько основополагающих альбомов с приставкой «Chill Out» в названии. Эти альбомы были тесно связаны также со стилями даунтемпо, трип-хоп, медленными вариантами хаус-музыки, ню-джаза, сайбиента и лаунжа. На этот музыкальный стиль также повлияли транс, эмбиент и ай-ди-эм. Термин «чилаут» в основном используется для описания тональной, «расслабляющей» музыки или, по крайней мере, не такой напряжённой, как в вышеозначенных предшественниках. К чилауту неверно относить различного рода гипнотические ритмы.
Чилаут стал популярен среди прогрессив-транс и прогрессив-хаус музыкантов, делая их творчество более разнообразным.
Поэтому иногда этот жанр называют Ibiza Trance/Balearic House — по имени острова Ибица так же, как и Гоа-транс по названию Гоа, Индия. Эта музыка отражает атмосферу острова Ибица, и, как говорят поклонники жанра, слушая эту эйфорическую и духовно поднимающую музыку, слушатель может ярко представить себе средиземноморский закат. Этот эффект достигается за счёт использования синтезированных звуков струнных инструментов, звуков волн, мандолин и гитар, а также «шепчущего» вокала.

## Чилаут в клубах и на танцполах
Чилаутом также называют отдельный танцпол на достаточно крупных концертах (вечеринках) в стиле гоа-транс и его производных или вообще зону отдыха в танцевальных клубах. В чилауте обычно играют расслабляющую музыку вышеупомянутых стилей, подают как алкогольные, так и безалкогольные напитки, лёгкие закуски, салаты, сигареты. В чилауте намного меньше танцующих, так как туда приходят отдохнуть после тяжёлого рабочего дня, праздников или после танцев на основном танцполе клуба.

## Чилаут на телевидении
В конце 1990-х электронная музыка подобных направлений стала активно освещаться и популяризироваться на российском телевидении.
В молодежной телепрограмме «Башня», выходившей на РТР с 1998 по 2000 год, была специальная рубрика «Chill out», где ведущие Ляля Рукиж и Андрей Заруев освещали новости в мире хардкора и джангла и создавали разные сюжеты на данную тематику: об особенностях профессии диждея, о модном тогда журнале «Птюч», фестивале «Казантип» и т. д.
Ведущие посещали со съемочной бригадой ночные клубы и танцплощадки, общались с диджеями, погружая зрителей в атмосферу чилаута.